# Бірі III
Бірі III (*д/н — 1421) — 4-й маї Борну в 1389—1421 роках.

## Життєпис
Походив з династії Сейфуа. Син маї Ідріса I. Про молоді роки обмаль відомостей. 1389 року після загибелі брата — маї Кадая II — успадкував трон.
Внаслідок невдалою війни з державою народу білала втратив область Канем із старою столицею Нджімі. Втім зумів на деякий час зміцнити владу над південними областями. Зрештою більшу часу панування вимушений був боротися з повсталим кеґаммою (головнокомандувачем) Мухаммадом ібн Ділту. Цією боротьбою скористалися віддалені намісники, що також повстали. 
Зрештою вдалося перемогти ібн ділту, але невдовзі почалися нові повстання військовиків. В хроніках час правління цього маї характеризується загальним розпадом та подальшим ослабленням держави.
Помер або загинув Бірі III в місцині Кананту 1421 року. Трон отримав родич Осман III Калінуама.